# Station Vincennes
Vincennes is een spoorwegstation gelegen in de Franse gemeente Vincennes en het departement van Val-de-Marne

## Geschiedenis
Vincennes is op 22 september 1859 geopend. Op 14 december 1969 werd het station onderdeel van het Réseau express régional (RER).

## Het station
Het station is onderdeel van Lijn A van de RER en is eigendom van het Parijse vervoersbedrijf RATP. Voor Passe Navigo-gebruikers ligt het station in zone 2. Vincennes splitst RER A in twee helften waarvan één (tak A2) naar het zuidelijke eindpunt Boissy-Saint-Léger voert en de andere helft (tak A4) naar het oostelijke Marne-la-Valée - Chessy.

## Passagiers
In 2015 werd het jaarlijkse aantal mensen dat via of vanaf dit station reist geschat op 6.526.978 reizigers.

## Overstapmogelijkheid
- RATP
  - zeven buslijnen

## Vorige en volgende stations
| Richting                   | Vorig station | Lijn  | Volgend station    | Richting                    |
| -------------------------- | ------------- | ----- | ------------------ | --------------------------- |
| Saint-Germain-en-Laye A1   | Nation        | RER A | Fontenay-sous-Bois | Boissy-Saint-Léger A2       |
| Cergy-le-Haut A3 Poissy A5 | Nation        | RER A | Val de Fontenay    | Marne-la-Vallée - Chessy A4 |